# Chaldene
Chaldene /kal'de.ne/, cunoscut și sub numele de Jupiter XXI, este un satelit retrograd neregulat al lui Jupiter . A fost descoperit de o echipă de astronomi de la Universitatea din Hawaii condusă de Scott S. Sheppard⁠(d), în 2000, și a primit denumirea temporară S/2000 J 10 .   
Chaldene are aproximativ 3,8 kilometri în diametru, și orbitează în jurul lui Jupiter la o distanță medie de 22.713.000 km în 759,88 zile, la o înclinație de 167° față de ecliptică (169° față de ecuatorul lui Jupiter), într-o direcție retrogradă și cu o excentricitate de 0.2916.
A fost numit în octombrie 2002 după Chaldene, mama lui Solymos cu Zeus în mitologia greacă . 
Aparține grupului Carme, alcătuit din sateliți retrograzi neregulați care orbitează în jurul lui Jupiter la o distanță cuprinsă între 23 și 24 Gm și la o înclinare de aproximativ 165°.